# Yaron Meiri OG
Yaron Meiri OG (nacido el 23 de octubre de1963) es un artista israelí, director, coreógrafo, músico y asesor artístico. Conocido por diseñar y establecer varios museos, centros de visitantes y atracciones turísticas en Israel y en todo el mundo. Es el actual propietario y director ejecutivo de Orpan Group, una empresa de diseño artístico.

## Primeros años
Yaron nació de padres iraquíes que emigraron a Israel. Creció y se educó en la ciudad de Rejovot, en Israel. De niño participó activamente en el Movimiento Boy Scout, inicialmente como aprendiz, y luego también como mentor, y fue elegido miembro de una banda representativa para una gira de 4 meses por Estados Unidos. También aprendió música y a tocar varios instrumentos musicales, como el acordeón, piano, guitarra y batería. Al mismo tiempo, experimentó con las artes escénicas, como arte dramático, teatro y todo tipo de estilos de baile (ballet, jazz, claqué, folk y ballet moderno).

## Educación y Servicio Militar
Yaron se graduó en la Universidad de Tel Aviv, donde obtuvo su licenciatura mientras seguía sirviendo en las Fuerzas de Defensa de Israel. Tras completar su título Universitario, sirvió como oficial de inteligencia, de 1981 a 1989, a las Fuerzas de Defensa de Israel. Más tarde, estudió su doctorado tras especializarse en Oriente Medio, literatura árabe e historia.
Como parte de su formación y estudios de doctorado en historia de Oriente Medio, Meiri enseñó en muchos entornos educativos y desarrolló múltiples programas educativos para escuelas y canales de televisión educativos. Después del servicio militar, continuó con sus estudios de televisión y pasó a explorar otros idiomas, como el alemán, italiano y persa.

## Carrera

### Música y Entretenimiento
A finales de la década de 1980, Yaron empezó en el negocio del entretenimiento, dirigiendo varios programas de entretenimiento y de televisión, así como obras de teatro. En 1999, fundó la productora Good Company. Organizó una gran cantidad de desfiles de moda y espectáculos para las principales empresas israelíes e internacionales como Coca-Cola, Osem oDiscount Bank, entre otras.
Yaron dirigió proyectos como asesor político estratégico, escribió y dirigió campañas electorales y trabajó como consultor para empresas internacionales líderes como JLL y la división euroasiática de Coca Cola.
También ejerció como consultor estratégico, escritor y socio del equipo de directores en la sede electoral de Ehud Barak. Asesora a varias empresas internacionales,produciendo musicalmente a artistas israelíes del más alto nivel, y realizando actuaciones para varios medios.
En 2002, Yaron se unió a Orpan Group, una empresa israelí que diseña y construye museos, centros de visitantes y atracciones turísticas. Más tarde, Meiri se convirtió en propietario y director ejecutivo de la empresa. Durante su trabajo en Orpan, Meiri fue socio en varias empresas de turismo internacional, incluida la fundación de atracciones temáticas como TimeElevators (Roma, Jerusalén, Agra y más).

### Arte
Como coreógrafo, Yaron trabajó en Israel y en el extranjero. Trabajó con varios artistas como Yehoram Gaon, Dudu Dotan, MotiGiladi y otros. Ha realizado muchas obras de coreografía para muchos proyectos artísticos y programas de televisión. Entre otros, "Espectáculos previos a Eurovisión" o trabajos de danza.
Yaron ha realizado varias exposiciones para importantes empresas internacionales como Teva, NDS, Local Government Economic Services en Ashdod y Barcelona. Ha realizado espectáculos para eventos estatales y corporativos. Meiri ha diseñado y conceptualizado museos. Entre ellos destacan:
- Museo Enzo Ferrari, en Módena, Italia
- Museo Judío y Centro de Tolerancia en Moscú
- Museo Nacional de Ciencia y Tecnología, en Estocolmo, Suecia
- Museo Judío Interactivo en Santiago, Chile
- Museo de la Banca y la Nostalgia de Tel Aviv

Meiri fue elegido director artístico principal de Biblepark en Israel.  Ha diseñado y conceptualizado varios centros de visitantes. Entre ellos destacan:
- Centro de los Sentidos –Centro de visitantes de Coca-Cola, Israel
- Centro de Visitantes de Technion (Instituto de Tecnología de Israel), Haifa, Israel
- Centro de Cerveza Carlsberg, Ashkelon, Israel
- Módulos Educativos ANA– Centro Educativo Interactivo, Masada, Pki’in, Tel-Chai (Israel).
- Módulos Educativos Portátiles el Museo YadVashem
- Centro de Visitantes Yedioth Ahronoth en Rishon Lezion, Israel
- Centro de Innovación – Ciudades Inteligentes, en Tel Aviv MIC

Como consultor y asesor artístico, Meiri ha trabajado para empresas como  Coca-Cola, Ferrari, así como producciones de entretenimiento dirigidas al gran público, musicales en Alemania e Italia, anuncios, giras de espectáculos, además de ser manager musical para varios grupos y álbumes etc.

### Estilo Artístico
Debido a su experiencia combinando varias artes escénicas (música, danza, teatro, televisión), Meiri desarrolla un estilo de trabajo único que combina muchas disciplinas y, por lo tanto, maximiza el medio artístico a otros niveles. Dentro de este marco, también ha desarrollado interfaces de trabajo únicas que incluyen programación musical, combinaciones de medios teatrales, etc.
En 2020, Meiri fue elegido asesor especial de la Oficina del Primer Ministro israelí y la Autoridad de Desarrollo de la Ciudad de Jerusalén para asuntos de conmemoración nacional. Además, Meiri se desempeña como consultor de la consultora internacional Deloitte
En 2022, Meiri fue nombrada representante autorizada del Centro Israelí para el Gobierno Local (conocido como Mashcal) para la distribución del concepto MiC (Centro de Innovación Municipal) a las autoridades municipales locales alrededor del mundo. La distribución global de los centros de innovación municipales y la red profesional que acompaña al concepto, se desarrollen bajo el nombre GMiC (Global Municipal Innovation Center).

## Vida personal
Meiri está casado con Dana, a quien conoció durante su servicio militar y tienen  3 hijos. En 2008, a su hijo menor le diagnosticaron AVM: malformación congénita de los vasos sanguíneos del cerebro. Tras la enfermedad, Meiri escribió y publicó su libro: Straight to the Brain (Directo al Cerebro).